# Prachatický jilm
Prachatický jilm je jilm horský, který roste v Prachaticích v okrese Prachatice pod silnicí před školou Zlatá stezka. Jilm je památný strom registrovaný pod číslem 105490 AOPK.

## Základní údaje
- název: Jilm drsný, Jilm horský,[2] Prachatický jilm
- druh: jilm drsný neboli jilm horský (Ulmus glabra Huds.)
- obvod: 391 cm[2]
- výška: 22 m[2]
- věk: více než 150 let (pravděpodobně vysazen v roce 1863)[3]
- ochranné pásmo: ze zákona, tj. ve tvaru kruhu o poloměru desetinásobku průměru kmene měřeného ve výši 130 cm nad zemí
- památný strom ČR: od 11. června 2009[2]
- umístění: kraj Jihočeský, okres Prachatice, obec Prachatice

## Údržba stromu
V roce 2010 byl jilm odborně ošetřen, byl proveden odlehčovací řez a byly vyměněny bezpečnostní vazby. Další opatření k prodloužení životnosti a zvýšení bezpečnosti byla provedena v roce 2020. V květnu byl mikroinjektáží aplikován fungicid proti počínající grafióze a v červenci byl proveden bezpečnostní řez, kdy byly odstraněny suché větve.

## Zajímavost
Jilm se v roce 2009 stal vítězem regionálního kola ankety Strom roku „O největšího stromového sympaťáka města Prachatice.“   V roce 2010 postoupil do finále celorepublikové ankety Strom roku.

## Památné stromy v okolí
- Prachatický liliovník
- Prachatický břečťan
- Lípa velkolistá (Staré Prachatice)

## Galerie

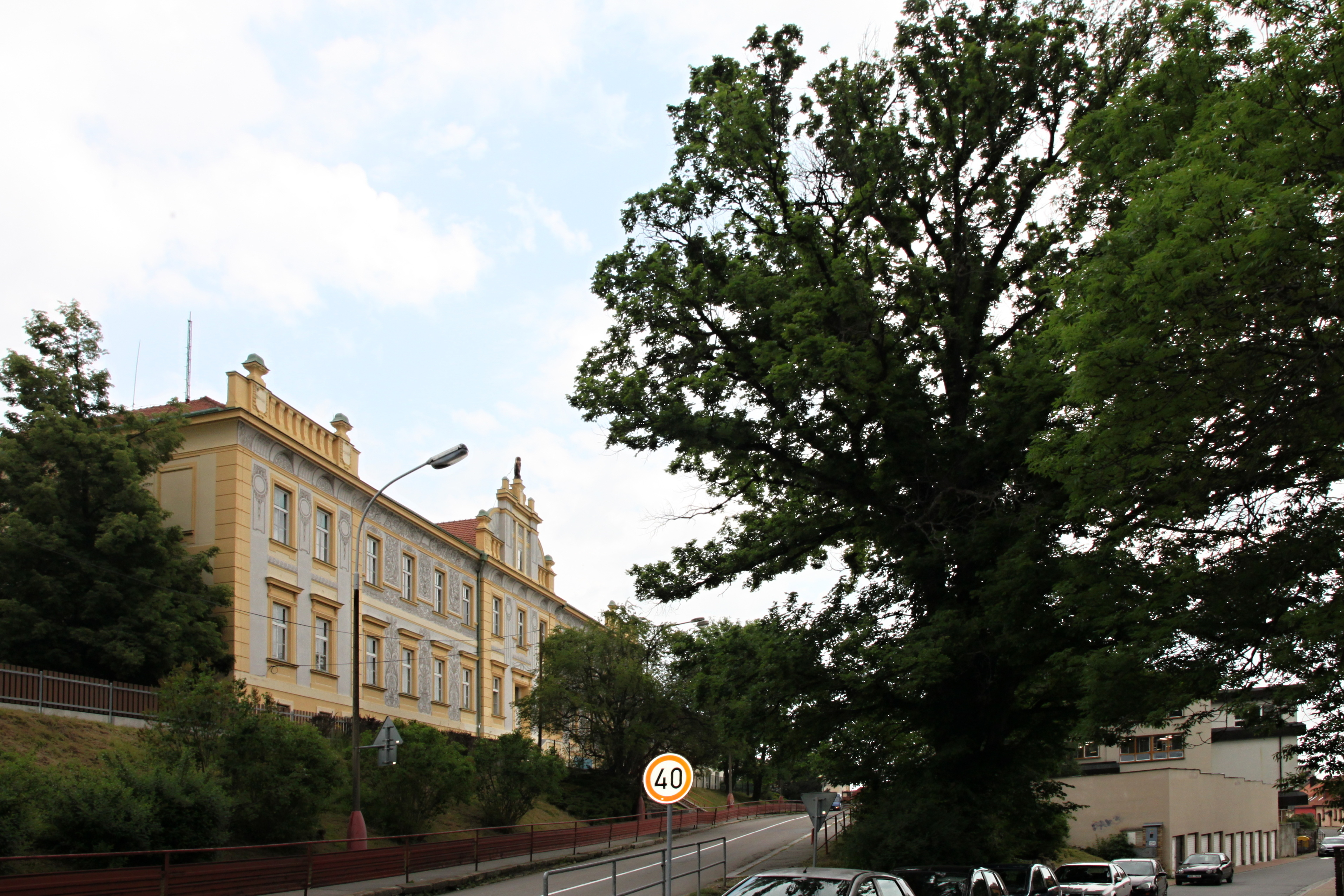
Jilm před školou
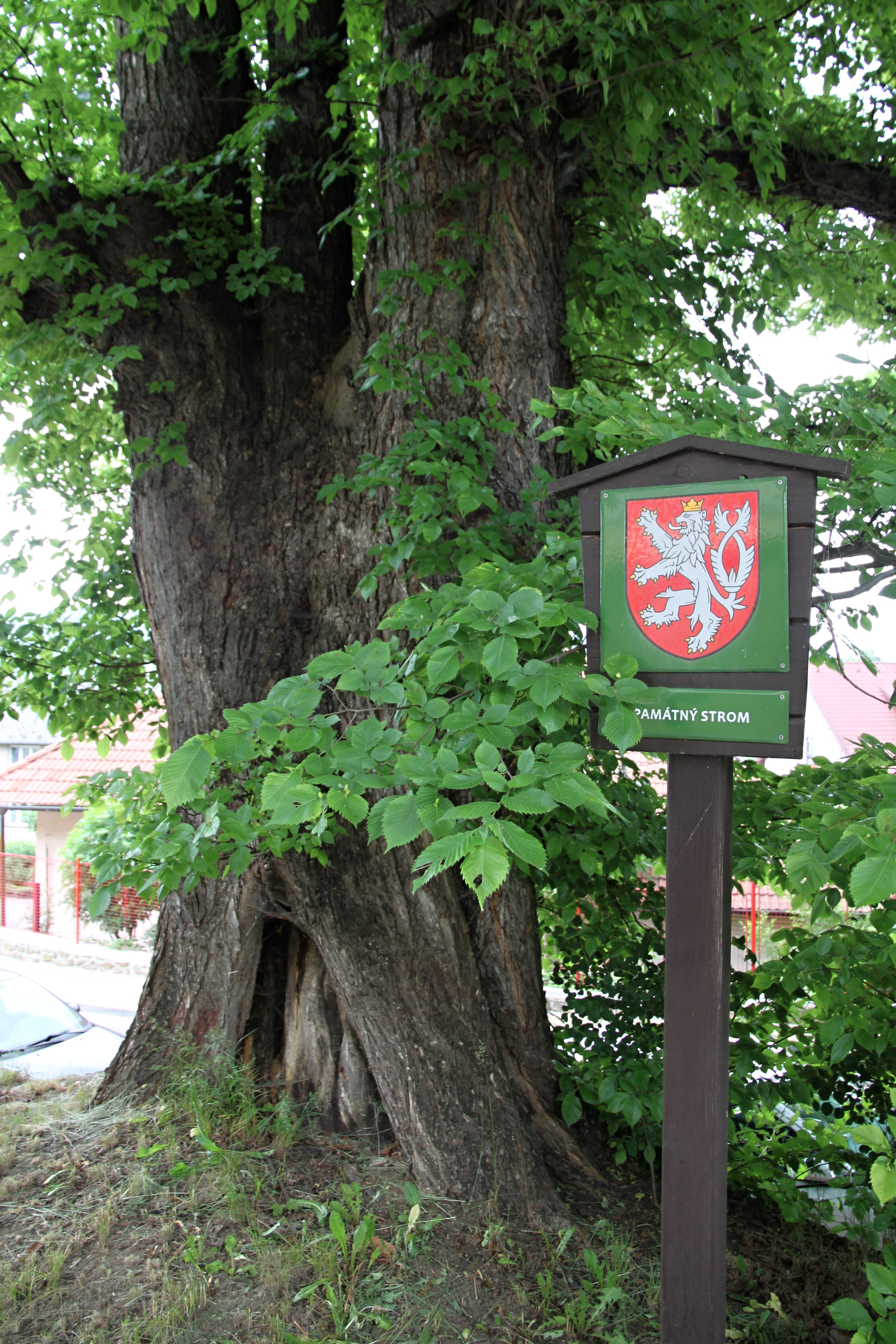
Cedule označující památný strom
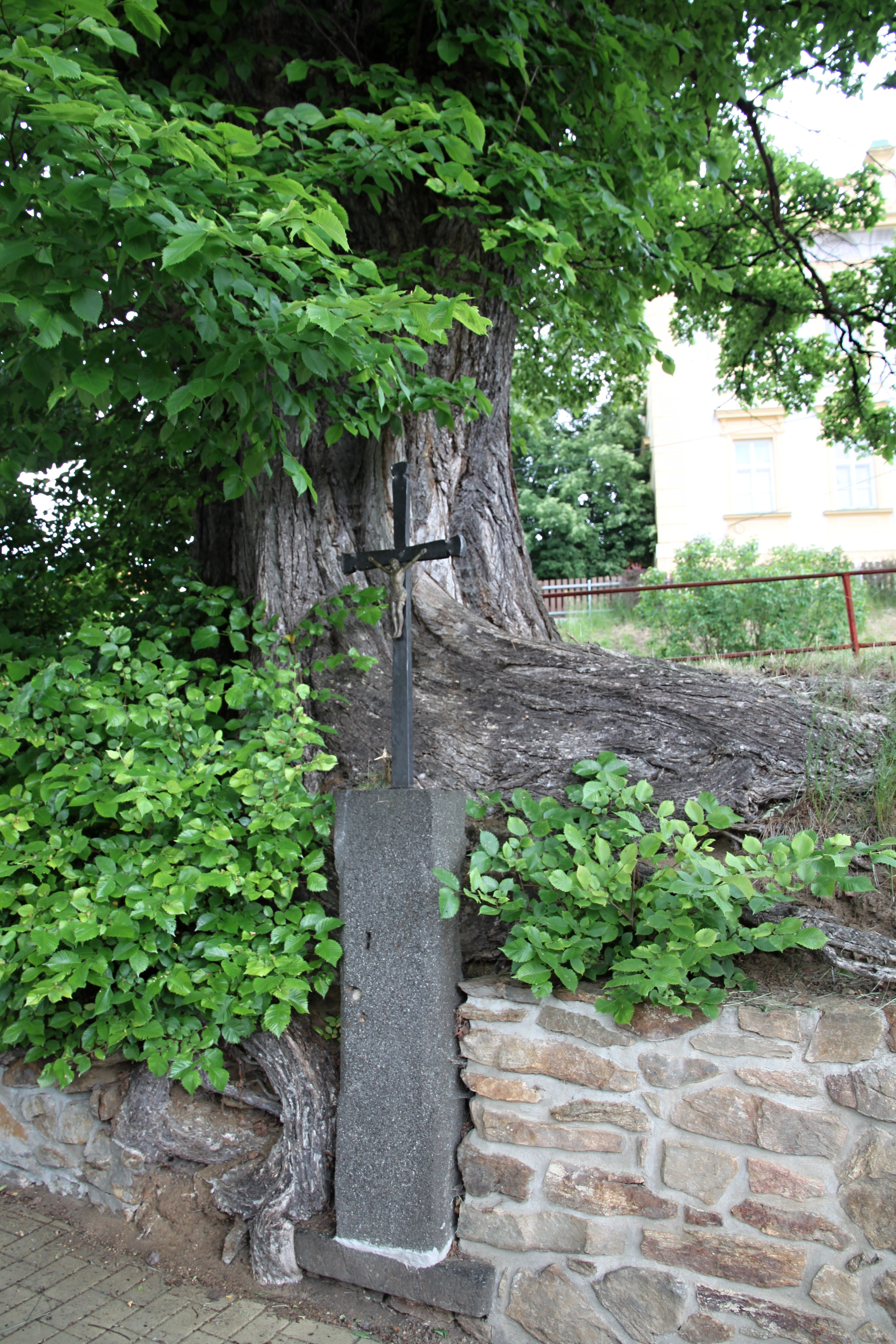
Křížek u jilmu
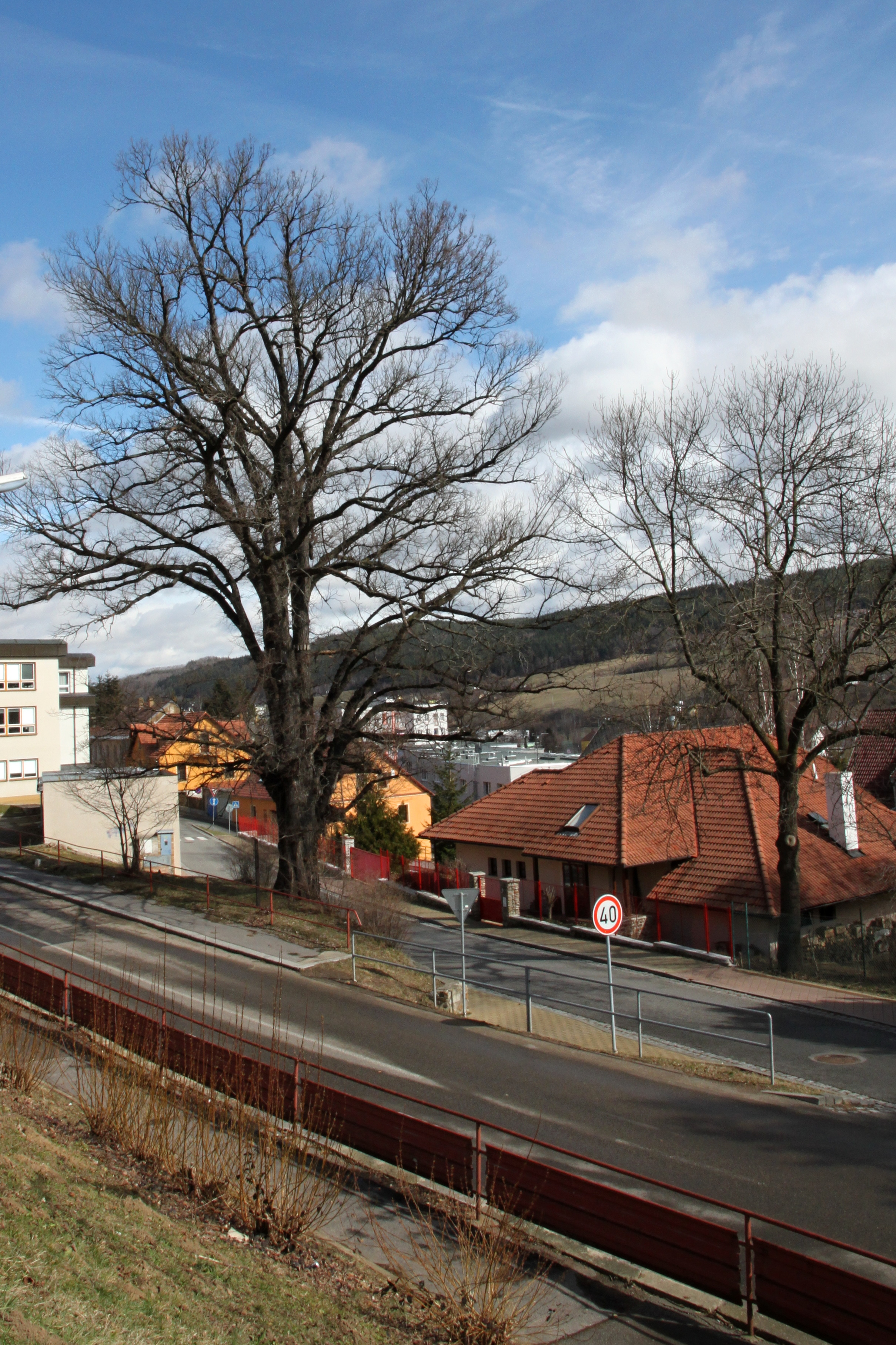
Jilm v zimě